# Martin O'Connell (homme politique)
Martin Patrick O'Connell (1er août 1916 - 11 août 2003) est un homme politique canadien .
Né à Victoria, en Colombie-Britannique, il obtient un baccalauréat ès arts de l'Université Queen's. Pendant la Seconde Guerre mondiale, il est capitaine dans le Corps royal de l'intendance de l'Armée canadienne. Après la guerre, il obtient une maîtrise et un doctorat de l'Université de Toronto. Il a été professeur, économiste, courtier en valeurs mobilères et enseignant.
En 1965, il se présente sans succès aux élections de la Chambre des communes du Canada dans la circonscription de Greenwood pour le Parti libéral. Il est élu en 1968 dans la circonscription de Scarborough-Est. De 1969 à 1971, il est secrétaire parlementaire du ministre de l'Expansion économique régionale. De 1971 à 1972, il est ministre d'État et, en 1972, ministre du Travail. Il est défait aux élections de 1972 et en 1973 est nommé secrétaire principal du premier ministre Trudeau. Il est de nouveau élu à la Chambre des communes aux élections générales de 1974, De 1978 à 1979, il est à nouveau ministre du Travail.  Il se présente à deux autres reprises, sans succès, en 1979 et en 1980.
En 1979, après sa défaite électorale, il devient le président du Centre canadien d’hygiène et de sécurité au travail qu'il avait créé lors qu'il était ministre du Travail.
De 1984 à 1989, il a été président du Conseil des gouverneurs du Centre canadien d'hygiène et de sécurité au travail. En 1993, il a été cofondateur et premier coprésident de la Fondation canadienne pour la préservation des trésors culturels et historiques chinois.